# 1945 год в истории метрополитена
В этой статье перечисляются основные  события из истории метрополитенов в 1945 году. Полужирным шрифтом выделены открытия новых транспортных систем.

## События
- 1 мая — В ночь на 1 мая было затоплено берлинское метро — 2-я штурмовая инженерно-сапёрная бригада при 8-й армии генерала В. И. Чуйкова, взорвала тоннель проходящий под Ландвер-каналом в районе Треббинерштрассе, чтобы окончательно подавить упорные очаги сопротивления противника, остановивших наступление 29-го гвардейского стрелкового корпуса генерала Г. И. Хетагурова[1][2][3]. Взрыв привёл к разрушению тоннеля и последующему заполнению его водой на 63-километровом участке. Вода хлынула в тоннели, где укрывалось большое количество мирных жителей, размещались госпиталя для раненых, а также располагались штабы узлов немецкой обороны. Впоследствии факт разрушения и затопления метро в советской пропаганде освещался исключительно как один из последних зловещих приказов Гитлера и его окружения, и усиленно муссировался (как в художественных, так и в документальных произведениях) как символ бессмысленной предсмертной агонии Третьего рейха. При этом советская пропаганда сообщала о 10 тысячах смертей, однако другие источники сообщали о жертвах в 57 и 87 человек.